# Afton Chemical
Pour les articles homonymes, voir Afton.
Afton Chemical Corporation développe et fabrique des additifs pour produits pétroliers, dont des additifs pour arbres d’entraînement, huile moteur, carburant et des additifs industriels. Le siège social d’Afton Chemical est à Richmond, en Virginie, et la société exerce ses activités dans le monde entier. Afton Chemical est une filiale de NewMarket Corporation (NYSE : NEU), une entreprise spécialisée dans la parachimie de haute qualité.

## Histoire
- 1887, Fondation d’Albemarle Paper Manufacturing à Richmond.

- 1924, General Motors Chemical Corporation, qui a commercialisé un produit chimique pour réduire « cliquetis » des moteurs, est rebaptisée Ethyl[3].

- 1962, Albemarle Paper Co. acquiert Ethyl Gasoline Corporation et prend le nom d’Ethyl.

- 1975, Ethyl acquiert Edwin Cooper, Inc.

- 1992, Ethyl acquiert Amoco Petroleum Additives aux États-Unis et Nippon Cooper au Japon, alors que le secteur des produits pétroliers connaît une consolidation à l’échelle mondiale. En 1996, Ethyl acquiert Texaco Additives.

- 2004, Ethyl Petroleum Additives, Inc. change de nom pour devenir Afton Chemical Corporation. La société commence à fonctionner en tant que filiale détenue entièrement par NewMarket Corporation.

- 2008, Afton Chemical acquiert l’activité des additifs pour carburant du groupe nord-américain GE and Processing Technologies.

- 2009, Afton Chemical intensifie son investissement dans la région Asie-Pacifique avec des sites Shanghai, en Chine, à Tsukuba, au Japon et sur l’île de Jurong, à Singapour. En 2010, Afton Chemical acquiert Polartech Metalworking et ajoute une usine et un site de recherche développement au Royaume-Uni, ainsi que des usines de fabrication en Inde, en Chine et aux États-Unis.

- 2013, Afton Chemical annonce son expansion en Asie-Pacifique avec une nouvelle usine de fabrication sur l’île de Jurong, à Singapour. La même année, Robert Shama remplace Warren Huang au poste de président d’Afton [4].

- 2017, Afton Chemical acquiert  Aditivos Mexicanos, S.A. De C.V. (AMSA), un fabricant d'additifs pétrolier basé en la  Ciudad de México [5]

- 2018,Gina Harm remplace Robert Shama  au poste de président d’Afton

## Activités
Les produits d’Afton Chemical sont repartis dans quatre unités commerciales stratégiques : additifs pour arbres d’entraînement, additifs pour huile moteur, additifs pour carburant et additifs industriels. 

### Additifs pour arbres d’entraînement
Ce segment inclut les additifs pour arbre d’entraînement pour les types de transmissions automatiques (Automatic Transmission Fluids, ATF), à variation continue (Continuously Variable Transmission, CVT) et à double embrayage (Dual Clutch Transmission, DCT), ainsi que des additifs pour lubrifiants d’engrenages pour les transmissions d’essieu arrière ou manuelles. 

### Additifs pour huile moteur
Afton Chemical propose des additifs pour huile moteur pour les voitures particulières, les motos, le diesel semi-rapide et les moteurs à forte charge, ainsi que des améliorants d’indice de viscosité à base de copolymère d’oléfines. 

### Additifs pour carburant
Afton Chemical produit des additifs pour carburant pour la performance des véhicules essence ou diesel, les taux d’octane, le fioul de chauffage individuel, et la spécificité et la distribution du carburant. 

### Additifs pour lubrifiant
Les additifs pour lubrifiants sont des composants chimiques organiques et synthétiques ; et ce segment de produits inclut des coupleurs, des dispersants, des émulsifiants, des modificateurs de friction et des additifs d’adhésivité. 

### Additifs industriels
Afton Chemical a fait, en 2010, l’acquisition du producteur d’additifs pour le travail des métaux Polartech, afin d’agrandir sa gamme de produits industriels. Les produits industriels comprennent les additifs pour graisse lubrifiante, les lubrifiants hydrauliques et les fluides de travail des métaux. 

## Sites
Afton Chemical dispose de bureaux régionaux en Asie-Pacifique, en Europe, en Inde, au Moyen-Orient, en Amérique latine et en Amérique du Nord.  La société dispose d’un centre technique situé à Ashland, en Virginie. Le centre technique d’Ashland est le site de recherche et développement pour les recherches sur les véhicules utilisé par toutes les unités commerciales stratégiques qui fabriquent des additifs pour l’automobile, dont l’huile de moteur, le carburant, la transmission et l’essieu. Le centre est axé sur la recherche sur la durabilité, l’économie de carburant, les émissions, et le développement de nouveaux produits.
Les usines sont en Belgique, en Angleterre, en Inde, au Brésil, en Chine et partout aux États-Unis . La société a ouvert un laboratoire de recherche à Suzhou, en Chine, en 2011 et a annoncé en 
juillet 2012 la construction sur l’île de Jurong, à Singapour, d’une nouvelle usine de fabrication d’additifs chimiques qui devrait être opérationnelle à la fin de l’année 2015 .

### Rapports financiers
- 2013 Financial Reports [PDF]
- 2012 Financial Reports [PDF]
- 2011 Financial Reports [PDF]
- 2010 Financial Reports [PDF]
- Archives